# 1. Jagd-Division
La 1. Jagd-Division (1re division de chasse aérienne) a été l'une des principales divisions de la Luftwaffe allemande durant la Seconde Guerre mondiale.

## Création et différentes dénominations
Cette division a été formée le 1er mai 1942 à Deelen, à partir de la Stab/1. Nachtjagd-Division. Le 15 septembre 1943, elle devient la 3. Jagd-Division. Elle est immédiatement reformée le 15 septembre 1943 à Döberitz à partir de la 4. Jagd-Division.

## Commandement

Drapeau du commandant d'une division aérienne

| Début              | Fin                | Grade           | Nom                          |
| ------------------ | ------------------ | --------------- | ---------------------------- |
| 1er mai 1942       | 15 septembre 1943  | Generalleutnant | Kurt-Bertram von Döring (en) |
| 15 septembre 1943  | 23 mars 1944       | Oberst          | Günther Lützow               |
| 23 mars 1944       | 1er septembre 1944 | Oberst          | Hajo Herrmann                |
| 1er septembre 1944 | 8 décembre 1944    | Generalleutnant | Kurt Kleinrath (de)          |
| Décembre 1944      | 5 avril 1945       | Oberst          | Heinrich Wittmer             |
| 5 avril 1945       | 29 avril 1945      | Generalmajor    | Walter Grabmann              |
| Avril 1945         | Mai 1945           | Oberst          | Karl-Gottfried Nordmann (en) |

## Chef d'état-major
| Début           | Fin             | Grade          | Nom                          |
| --------------- | --------------- | -------------- | ---------------------------- |
| 1er mai 1942    | 15 juin 1943    | Major          | Erich Bode                   |
| 15 juin 1943    | Septembre 1943  | Major          | Ernst-Hubert Schaller-Kalide |
| Septembre 1943  | 9 février 1944  | Major          | Karl-Heinz Sandmann          |
| Février 1944    | Octobre 1944    | Oberstleutnant | Ernst-Hubert Schaller-Kalide |
| 27 octobre 1944 | 26 janvier 1945 | Major          | Lauer-Schmaltz               |
| 26 janvier 1945 | ? 1945          | Major          | Horst Krüger                 |

## Flakeinsatzführer
| Début           | Fin       | Grade  | Nom            |
| --------------- | --------- | ------ | -------------- |
| ?               | ?         | ?      | ?              |
| 11 février 1944 | Mars 1944 | Oberst | Max Hecht      |
| 21 mai 1944     | ? 1945    | Oberst | Wilhelm Werner |

## Quartier Général
Le Quartier Général se déplace suivant l'avancement du front.
| Début          | Fin            | Ville    |
| -------------- | -------------- | -------- |
| Mai 1942       | Septembre 1943 | Deelen   |
| Septembre 1943 | Février 1945   | Döberitz |
| Février 1945   | Avril 1945     | Ribbeck  |

## Rattachement
| Dates                         | Rattachement         |
| ----------------------------- | -------------------- |
| mai 1942 - septembre 1943     | XII. Fliegerkorps    |
| septembre 1943 - janvier 1945 | I. Jagdkorps         |
| janvier 1945 - avril 1945     | IX. (J) Fliegerkorps |

## Unités subordonnées
- Jagdfliegerführer Ostpreussen : septembre 1943 - janvier 1945
- Jagdfliegerführer Schlesien : septembre 1943 - janvier 1945
- Luftnachrichten-Regiment 201
- Luftnachrichten-Regiment 211
- Luftnachrichten-Regiment 221
- Luftnachrichten-Regiment 231

### Sources
- (en) Cet article est partiellement ou en totalité issu de l’article de Wikipédia en anglais intitulé « 1st Fighter Division (Germany) » (voir la liste des auteurs).